# 엑소르모테카과
엑소르모테카과(Exormothecaceae)는 우산이끼목에 속하는 우산이끼류과의 하나이다. 3속 10종으로 이루어져 있다.

## 하위 속
- Aitchisoniella - 유일종 A. himalayensis
- 엑소르모테카속 (Exormotheca)
- 스테펜소니엘라속 (Stephensoniella) - 유일종 S. brevipedunculata